# YELLOW TUNE TRACKS
YELLOW TUNE TRACKS （イエロー・チューン・トラックス）はインディーズレーベル。
これまでにゲーム音楽のサウンドトラックHOSHIGAMI ORIGINAL SOUND TRACK（第一弾のCD）などをリリース。この作品はスタジオPJの作曲家末村謙之輔がプロデュースをしている。2008年4月23日に第二弾サントラCDバトルファンタジアオリジナルサウンドトラックを発売。2008年4月26日には、CD発売記念としてゲームに登場する美少女キャラのプリンセスオリヴィア役声優大河内雅子によるトークショーとサイン、握手会が開催され、その模様はWEBラジオJAM STATIONの番組アニメチックランドやYouTubeにアップされている。

## リリース作品
- HOSHIGAMI ORIGINAL SOUND TRACK（ゲームサウンドトラックCD）
- BATTLE FANTASIA ORIGINAL SOUND TRACK（ゲームサウンドトラックCD）
- 戦国絵札遊戯 不如帰-HOTOTOGISU-乱オリジナルサウンドトラック（ゲームサウンドトラックCD）